# کنت بلکبورن
سر کنت بلکبورن(انگلیسی: Sir Kenneth Blackburne)؛ زادهٔ ۱۲ دسامبر ۱۹۰۷ – درگذشته ۴ نوامبر ۱۹۸۰) یک سیاست‌مدار اهل جامائیکا بود. وی فرماندار کل جامائیکا از ۶ اوت ۱۹۶۲ تا ۳۰ نوامبر ۱۹۶۲ بود.